# Pierre de Vilno
Pierre de Vilno, de son nom complet Pierre Piotrowski de Vilno, né en 1974, est un journaliste français qui travaille notamment à la station de radio Europe 1, où il anime les émissions Europe 1 Soir et Le Grand Rendez-Vous.

## Biographie
Diplômé de l'École supérieure de journalisme de Paris, Pierre de Vilno a commencé sa carrière en 2000 au service politique de la radio d'informations économiques BFM, avant de présenter le journal de la mi-journée sur RMC de 2001 à 2003.
En 2003, il rejoint Europe 1. De septembre 2003 à juin 2004, il présente avec Romain Desarbres Le tout info le dimanche soir de 19 h à minuit.
De septembre 2006 à juin 2007, il anime la première tranche d’information d'Europe 1, du lundi au vendredi de 5 h à 6 h. Tous les samedis, il anime également  Trois sur la balancoire, une émission culturelle avec Mazarine Pingeot et Constance Chaillet.  En mars 2007, il est parallèlement chroniqueur dans Place aux livres sur la chaîne d'information en continu LCI.
De septembre 2007 à juin 2008, il présente des journaux dans la matinale du week-end sur Europe 1. Le samedi, il anime un débat entre Jean-François Kahn et Jacques Marseille. Le dimanche, il s'entretient avec Jacques Attali dans l'émission Où va le monde ?. En semaine, il assurait une critique littéraire et parlait des expositions dans Allez-y d’not’part dans la matinale de Jacques Pradel.
Durant la saison 2008/2009, il anime les journaux du week-end le matin (6 h 30 et 8 h) et le midi (11 h, 12 h et 12 h 30). Il aborde parallèlement l'actualité théâtrale dans Au Field de la nuit, le magazine culturel de Michel Field sur TF1.
Durant la saison 2009 - 2010, il est chroniqueur littéraire dans l'émission Studio Europe 1 et remplaçant de Pierre-Louis Basse à la présentation de l'émission Le Temps de le dire, le week-end entre 12 h et 13 h.
Lors de l'été 2010, il anime tous les soirs de 19 h à 20 h Le Studio de l'été, version estivale de l'émission de Michel Drucker, Studio Europe 1, en compagnie de Constance Chaillet, Annie Lemoine et Aline Afanoukoé. À la rentrée 2010, l’émission devient Le café culture, diffusé tous les samedis de 14 h à 15 h et Pierre de Vilno continue d'être le remplaçant de Pierre-Louis Basse, cette fois pour l'émission Bienvenue chez Basse[réf. souhaitée].
Depuis septembre 2011, il présente également les journaux l'après-midi et la soirée du week-end sur Europe 1.[réf. souhaitée] En décembre 2011, il remplace Michel Field pendant ses congés à la présentation de Rendez-vous à l'hôtel du lundi au jeudi de 21 h à 22 h 30 sur Europe 1.[réf. souhaitée]
Pendant l'été 2012, il présente la matinale du week-end de 6 h à 10 h sur Europe 1.
Pendant les congés de Noël 2012, il assure la présentation de la pré-matinale en semaine. 
Pendant l'été 2013, il présente Europe 1 Soir.
A la rentrée 2013, il assure la présentation des journaux de 10 h à 14 h, notamment pendant la tranche Europe Midi : votre journal, animée par Wendy Bouchard. C'est donc très logiquement qu'il assure le remplacement de cette dernière pendant les congés de Noël 2013, où il présente ladite émission.
Pendant une partie de l'été 2014, il présente Europe 1 Midi.
Depuis le 25 août 2014, il coprésente Europe 1 Bonjour de 4h30 à 6h avec Marion Calais.[réf. nécessaire] tout en continuant d'être Joker d'Europe 1 Midi.
En février-mars 2015, il remplace Maxime Switek un week-end pour la matinale.
Pendant une partie de l'été 2015, il présente Europe 1 Midi.
En décembre 2015 puis en décembre 2016 il remplace Thomas Sotto à la matinale d'Europe 1 en semaine.
En septembre 2016 il récupère la tranche d'info du soir Europe Nuit du lundi au jeudi de 22 h à 22 h 30 ainsi que sa chronique Tout Roule désormais diffusée le samedi dans le journal de 18 h.
Pendant l'été 2017, il présente la matinale d'Europe1 en semaine.[réf. nécessaire] En septembre 2018, il en devient le joker, tandis qu'à compter de 2019, il anime le grand journal de la mi-journée de 12h30 à 13h00.   
À la rentrée 2020, il anime la matinale weekend d'Europe 1 entre 6 h et 9 h. 
A la rentrée 2021, il anime "Europe Soir" du vendredi au dimanche de 18h à 20h ainsi que l'émission "Les Grandes Voix d'Europe 1" chaque samedi de 10h à 11h. À partir d'avril 2024, il est responsable d'une nouvelle formule d'Europe 1 Soir en semaine et assure désormais la tranche d'information 19h-21h du lundi au vendredi, après l'émission de débats Punchline orchestrée par Laurence Ferrari.   

### Autres activités
Pierre de Vilno est par ailleurs professeur de radio à l'École supérieure de journalisme de Paris.[précision nécessaire]
Ayant vécu en France, en Suisse alémanique et aux États-Unis, Pierre de Vilno parle six langues : le polonais (sa langue maternelle), le français, l'allemand, l'anglais, l'italien et l'espagnol. Diplômé de l'école normale de musique de Paris, il est un pianiste classique depuis l'âge de cinq ans.

## Publications
- Elvire et Jérémy : roman, Paris, éditions Héloïse d'Ormesson, 2011